# ریوالوت
ریوالوت (انگلیسی: Revolut) شرکت خدمات مالی بریتانیایی است، که در سال ۲۰۱۵ تأسیس شد.